# Usîcivski Budkî, Luțk
Usîcivski Budkî (în ucraineană Усичівські Будки) este un sat în comuna Buianî din raionul Luțk, regiunea Volînia, Ucraina.

## Demografie
Componența lingvistică a localității Usîcivski Budkî
     Ucraineană (100%)
Conform recensământului din 2001, toată populația localității Usîcivski Budkî era vorbitoare de ucraineană (100%).